# أورلاندو وولريدج
أورلاندو وولريدج (بالإنجليزية: Orlando Woolridge)‏ مواليد 16 ديسمبر 1959 في لويزيانا - الوفاة 31 مايو 2012، كان لاعب كرة سلة أمريكي تحول إلى التدريب بعد الاعتزال بدأ مسيرته الاحترافية في سنة 1981. تم اختياره من قبل فريق شيكاغو بولز خلال الدرافت. بلغ طوله 6 قدم 9 بوصة (2.1 م). اعتزل اللعب في 1996.

## المسيرة الاحترافية
لعب مع شيكاغو بولز من سنة 1981 إلى 1986، ثم لعب مع بروكلين نتس من سنة 1986 إلى 1988، ثم لعب مع لوس أنجلوس ليكرز من سنة 1988 إلى 1990، ثم لعب مع دنفر ناغتس في موسم 1990–1991، ثم لعب مع ديترويت بيستونز من سنة 1991 إلى 1993، ثم لعب مع ميلووكي باكز في سنة 1993، ثم لعب مع فيلادلفيا سفنتي سيكسرز في موسم 1993–1994، ثم لعب مع تريفيزو لكرة السلة في الدوري الإيطالي في موسم 1994–1995، ثم لعب مع فيرتوس بالاكانسترو بولونيا في موسم 1995–1996.

## روابط خارجية
- أورلاندو وولريدج على موقع إن بي أي (الإنجليزية)
- أورلاندو وولريدج على موقع سبورتس رفرنس (الإنجليزية)
- أورلاندو وولريدج على موقع كرة السلة الأوروبية.كوم (الإنجليزية)
- أورلاندو وولريدج على موقع كلية كرة السلة في سبورتس رفرنس.كوم (الإنجليزية)
- أورلاندو وولريدج على موقع ريلجم (الإنجليزية)
- أورلاندو وولريدج على موقع بروبوليرز (الإنجليزية)
- أورلاندو وولريدج على موقع سبورتس رفرنس (الإنجليزية)
- أورلاندو وولريدج على موقع قاعة لويزيانا للمشاهير الرياضية (الإنجليزية)